# Tiéma
Tiéma est une commune située dans le département de Yaba de la province du Nayala au Burkina Faso.